# イングルサイド・ロード駅
イングルサイドロード駅（英語：Ingleside Road Station）は、バージニア州ノーフォークにある駅。